# Karmøibanen
Karmøibanen oder Haugesund–Skudenesbanen war eine geplante norwegische Eisenbahnstrecke von Haugesund nach Skudeneshavn über die Insel Karmøy, die Teil der Vestlandske stamjernbane sein sollte.
Nach der 1919 erfolgten Eröffnung der Bergensbane wurden Ideen für eine Stammbahn in Vestlandet erarbeitet. Optimistische Vorschläge sahen eine Strecke bis Hammerfest vor. Karmøibanen sollte der erste Abschnitt nördlich von Stavanger sein, das seit 1878 durch die Jæderbane an das norwegische Streckennetz angeschlossen war. Der Boknafjord sollte mit einer Eisenbahnfähre überquert, anschließend Karmøy von der Eisenbahn durchquert werden.
Im Zusammenhang mit der Planung des Unterseetunnels von Rogfast wurde die Idee wieder angesprochen, da mit einer Schnellverbindung auf der Schiene Haugesund in 20 Minuten von Stavanger aus erreichbar wäre.